# Live in New York City (Bruce-Springsteen-Album)
Live in New York City ist ein Livealbum, das Bruce Springsteen mit der E Street Band im Jahre 2001 auf Columbia Records veröffentlicht hat.

## Allgemeines
Die Aufnahmen wurden an zwei von zehn Konzertabenden im New Yorker Madison Square Garden gemacht, die Bruce Springsteen & E Street Band elf Jahre nach ihrer letzten gemeinsamen Tournee hielten. Die Konzerte wurden gefilmt und von HBO, einem amerikanischen Kabelfernsehsender, am 2. Juli 2001 gesendet. Neben der CD gibt es noch eine gleichnamige DVD mit dem Konzert.
Das Album erreichte in den Billboard Top 200 den fünften und in den Billboard Internet Charts den ersten Platz.

## Titelliste

### CD 1
1. My Love Will Not Let You Down – 5:38
2. Prove It All Night – 6:16
3. Two Hearts – 4:29
4. Atlantic City – 6:36
5. Mansion on the Hill – 4:19
6. The River – 11:15
7. Youngstown – 6:16
8. Murder Incorporated – 6:07
9. Badlands – 5:42
10. Out in the Street – 6:39
11. Born to Run – 5:56

### CD 2
1. Tenth Avenue Freeze-Out – 16:09
2. Land of Hope and Dreams – 9:46
3. American Skin (41 Shots) – 8:44
4. Lost in the Flood – 7:23
5. Born in the U.S.A. – 5:45
6. Don’t Look Back – 3:18
7. Jungleland – 10:54
8. Ramrod – 6:38
9. If I Should Fall Behind – 6:08[1]